# Wędrowiec (obraz Hieronima Boscha)

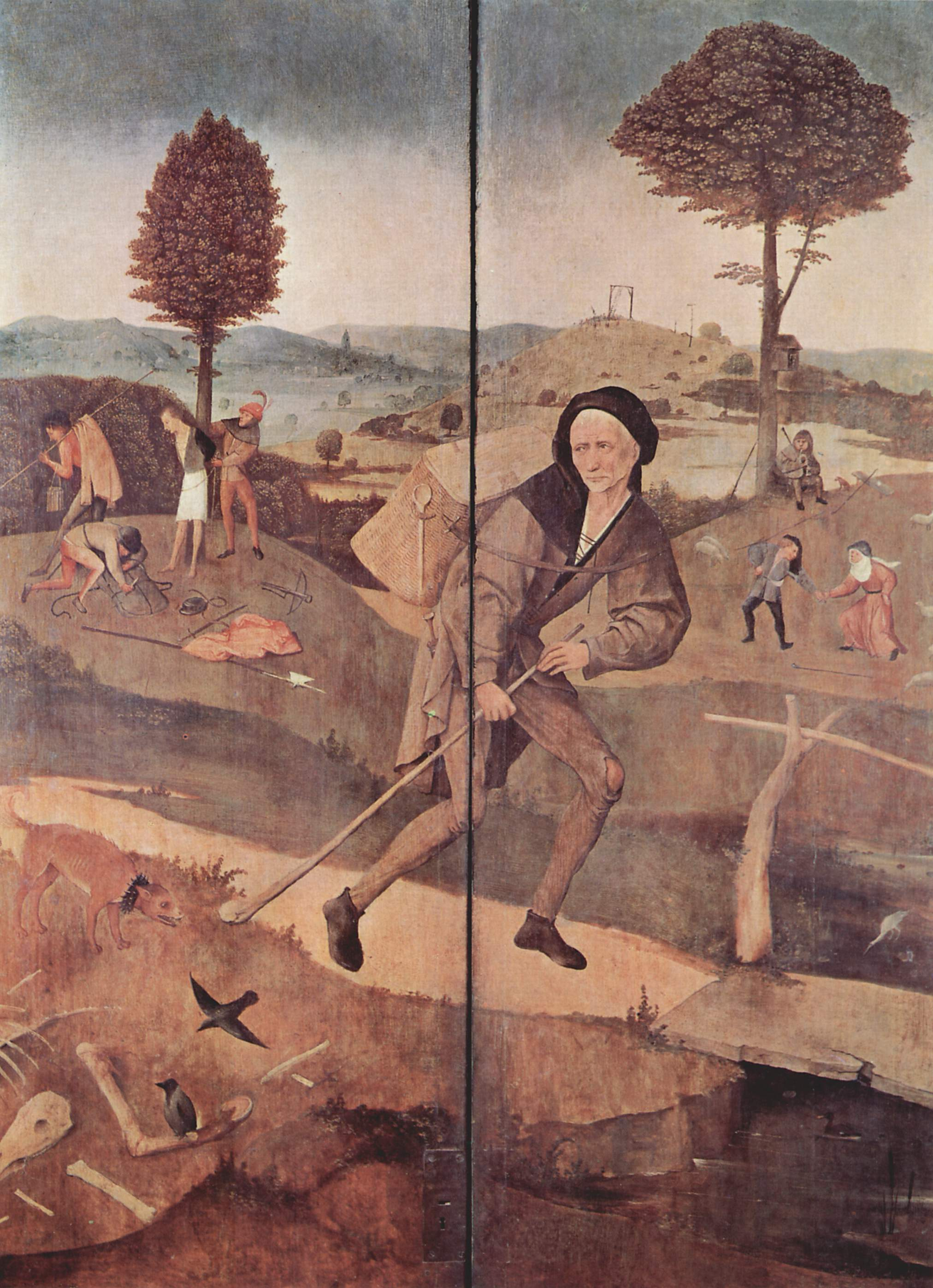
Wędrowiec – rewers tryptyku Wóz z sianem

Wędrowiec, też Pielgrzym lub Syn marnotrawny (niderl. De marskramer) – obraz olejny autorstwa Hieronima Boscha, reprezentanta późniejszej generacji prymitywistów niderlandzkich.
Dzieło powstało po 1498 i stanowi przykład późnogotyckiego malarstwa tablicowego, zawierającego elementy związane z nowożytnym humanizmem. Treść Wędrowca została oparta nie tylko na wątku biblijnym, lecz także na fantastycznej wyobraźni artysty, wątkach satyrycznych i niderlandzkiej tradycji ludowej (m.in. przysłowiach). Temat Wędrowca Bosch podejmował kilkakrotnie, m.in. ukazany został na rewersach tryptyku Wóz z sianem (Madryt, Prado). Wędrowiec prezentowany jest w Museum Boijmans Van Beuningen w holenderskim Rotterdamie.

## Wygląd
Na tondzie został ukazany wędrujący mężczyzna, w starszym wieku. Starość poświadczają liczne zmarszczki na twarzy i widoczne zza chusty siwe włosy. Mężczyzna wykonuje gest pozdrowienia, zwracając się lekko za siebie, w stronę miejsca niewidocznego na obrazie. Spośród ukazanych ludzi zgromadzonych na terenie starej gospody, wieśniacza para wyłaniająca się zza okna obserwuje wędrowca, zaś stojąca przy drzwiach kolejna para spogląda na prawo, w stronę niewidocznego na obrazie punktu. Jednocześnie mężczyzna w sposób lubieżny przekonuje kobietę. Pod domem, przy pobliskim drewnianym płocie, widoczny jest także ubogi włóczęga załatwiający swoje potrzeby fizjologiczne. Główny bohater obrazu jest ubogim i wynędzniałym wędrowcem. Ubrany jest w podniszczone odzienie; widoczną fragmentarycznie białą koszulę i szary strój pielgrzymi; chustę, długi płaszcz i potargane, obcisłe spodnie. Na nogach ma czarne buty, ale każdy z nich ma inny fason. Na lewej nodze, poniżej kolana, wędrowiec ma opatrzoną ranę. W lewej ręce trzyma kapelusz, do którego jest wbite szydło, w prawej drewnianą laskę. Na plecach nosi wiklinowy kosz z żywnością, zaś do pasa ma przywiązaną sakiewkę i sztylet w skórzanej pochwie. Scenerię obrazu tworzy fragment wsi z rozległym krajobrazem. Zabudowę tworzy wspomniana podniszczona gospoda (uszkodzone okiennice oraz fragmenty dachu) o konstrukcji szkieletowej, nakryta słomianym dwuspadowym dachem, którego połacie mają odmienne rozmiary. Do szczytu elewacji przywiązana jest miotła, na okapie dachu wisi klatka z ptakiem, zaś przy bocznej ścianie zwisa mała flaga z łabędziem. Ponadto widoczne jest pudło i drewniana beczka oparta o ścianę budynku. Mieszkańcy gospody noszą charakterystyczne dla późnego średniowieczna stroje domowe. Po prawej stronie domu widoczna jest fragmentarycznie zagroda. Przed domem rozległe podwórze z wysokim drzewem, krzewami i płotem okalającym małe pastwisko z wołem. Przed gospodą maciora i sześć prosiąt spożywające jadło w korycie, obok dwa ptaki i pies w kolczastej obroży warczący na wędrowca. Faunę dopełniają dzięcioł i puszczyk siedzące na gałęziach korony drzewa. Dopełnieniem kompozycji jest rozległy krajobraz, który tworzą pola uprawne, piaszczyste wydmy i pojedyncze drzewa. Obraz charakteryzuje się głębią przestrzeni, wieloplanowością oraz monochromatycznym kolorytem oscylującym wokół szarości i stonowanych żółci, ugrów, umbr i barw piasku.

## Analiza
Rotterdamskie tondo w wielu miejscach przypomina przedstawienie wędrowca tworzące rewersy skrzydeł tryptyku Wóz z sianem, namalowanego w latach 1500–1502. Wspólną cechą obu dzieł jest główny bohater o zbliżonym ujęciu i upozowaniu, oraz bogate treści oscylujące wokół tematu zagrożenia ludzkiej duszy. Do tej treści nawiązuje groźnie spoglądający i warczący na pielgrzyma pies; szczekanie psa symbolizowało złośliwą obmowę, która rysuje się w rozmowie pary stojącej za oknem gospody. Sama gospoda w oczach Boscha nie tylko jest zobrazowaniem grzechu, lecz także symbolizuje życie doczesne, jego kres poświadczają liczne zniszczenia budynku. Odczucie, iż gospoda ma charakter dość podejrzany podkreśla fakt zachowania jej gospodarzy, prócz obmawiających, w zachowaniu stojącej przy drzwiach pary emanuje bezwstyd, która w sposób ostentacyjny okazuje wzajemne, cielesne pożądanie. Seksualne znaczenie posiadają również niektóre przedmioty, według części badaczy takie treści zawierają kij, drewniana chochla, sztylet, szydło, natomiast gołębnik na strychu i klatka z ptakiem interpretowane były jako znaki nieładu moralnego.
Tytułowy wędrowiec ulega rozterkom wywołanym przez konfrontację z doczesnymi pokusami utrudniającymi misję, którą sobie powierzył główny bohater. Jednocześnie wyraża swoją uprzejmość wobec mieszkańców wsi i zmierza w dalszą wędrówkę, co pogłębia dylemat (którego symbolem jest ukazanie obok ptaków o przeciwstawnych treściach symbolicznych; puszczyka i dzięcioła będących symbolami herezji i zbawienia) w uczuciach bohatera czy pójść w stronę pobliskiego szynku, czy w stronę symbolicznej bramy prowadzącej w daleką przestrzeń. Rozległy krajobraz oznaczać może raj, zaś bramka jest aluzją do słów Jezusa wspomnianych w Ewangelii według świętego Jana „Ja jestem bramą, jeżeli ktoś wejdzie przeze mnie będzie zbawiony – wejdzie, wyjdzie i znajdzie paszę”. Co za tym część badaczy interpretuje tytułowego bohatera jako syna marnotrawnego, który po swoim rozpustnym trybie życia odzyskuje duchową świadomość i pragnienie powrotu do swojego ojca.
Obraz interpretowany jest także w kontekście literackim. Wędrowiec symbolizuje Niemanda, czyli Nikogo, będącym tytułowym bohaterem poematu pióra Jörga Schana ze Strasburga. „Nikt – oto moje imię, dźwigam przekleństwo występków Każdego”. Temat Niemanda przyjął się w kulturze zachodnich Niemiec i Niderlandów, m.in. w niektórych epizodach Statku głupców Sebastiana Branta czy Pochwały głupoty Erazma z Rotterdamu. Ubogi wędrujący człowiek był parabolą zmienności i niestałego charakteru człowieka.

## Nawiązania
Treść obrazu jest kanwą fabuły piosenki Jacka Kleyffa „Bosch”, a także (wraz z obrazem Rembrandta) inspiracją dla piosenki Jacka Kaczmarskiego (wykonywanej głównie przez Przemysława Gintrowskiego) „Syn Marnotrawny”.

## Detale obrazu

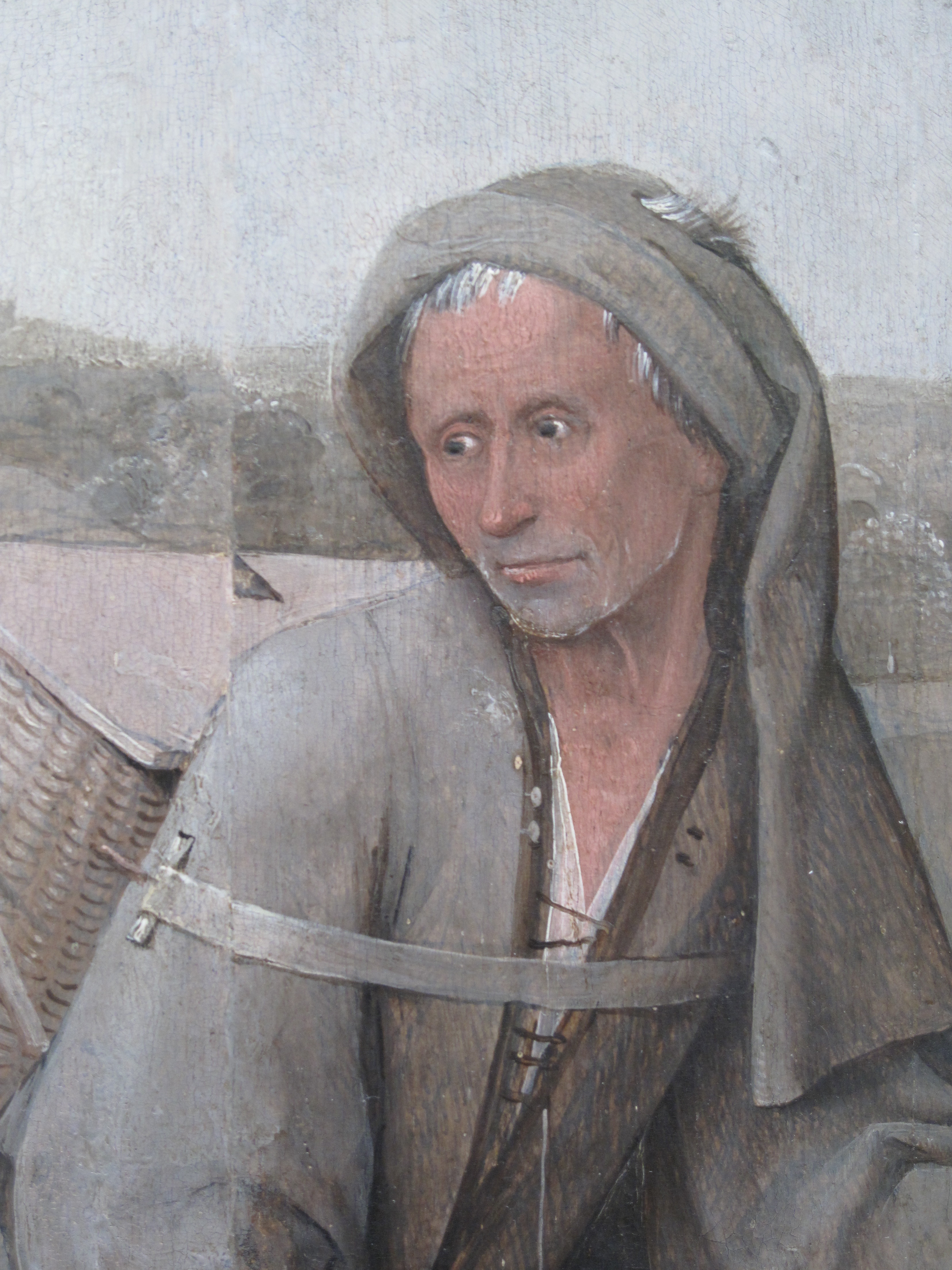
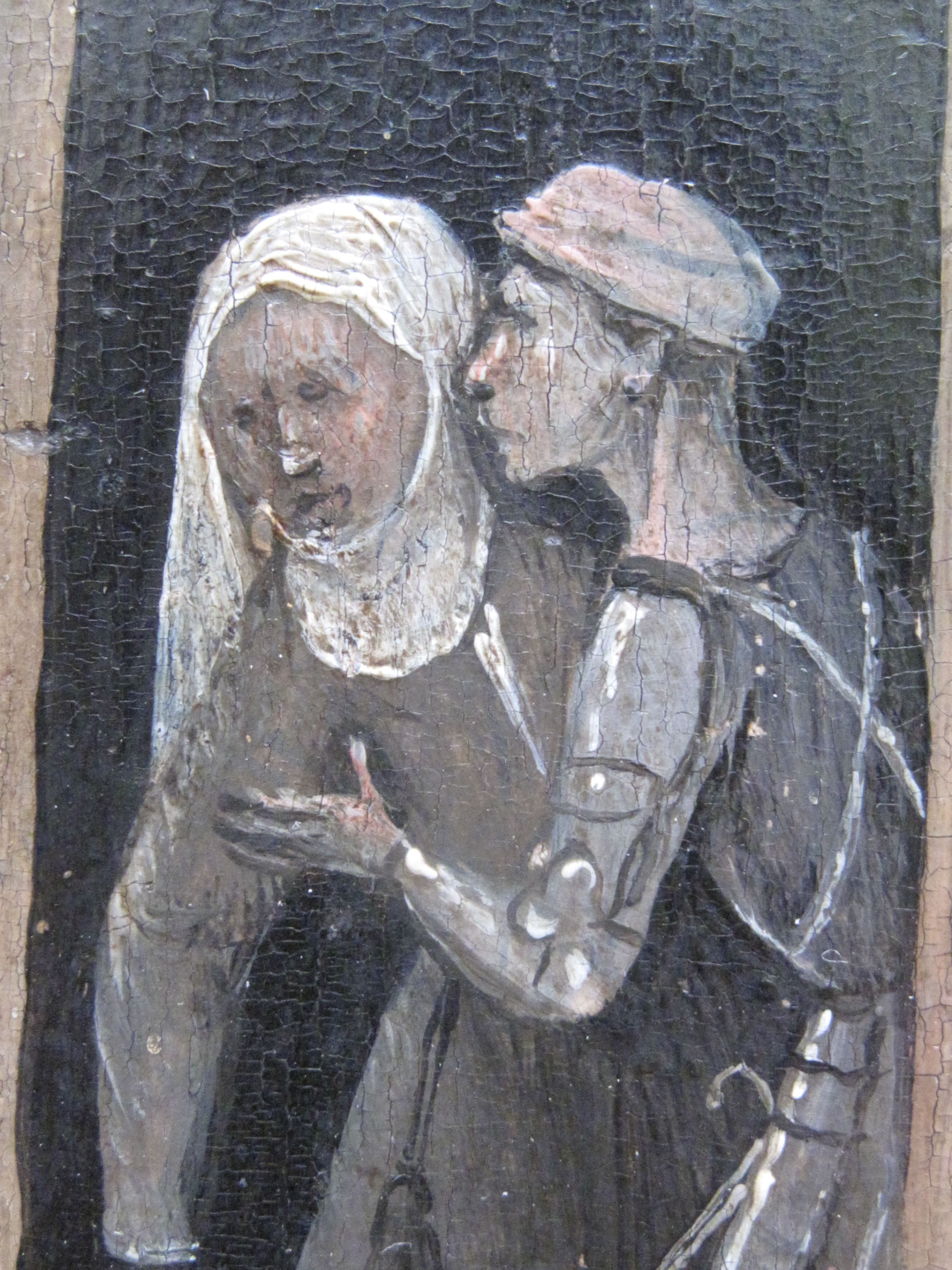
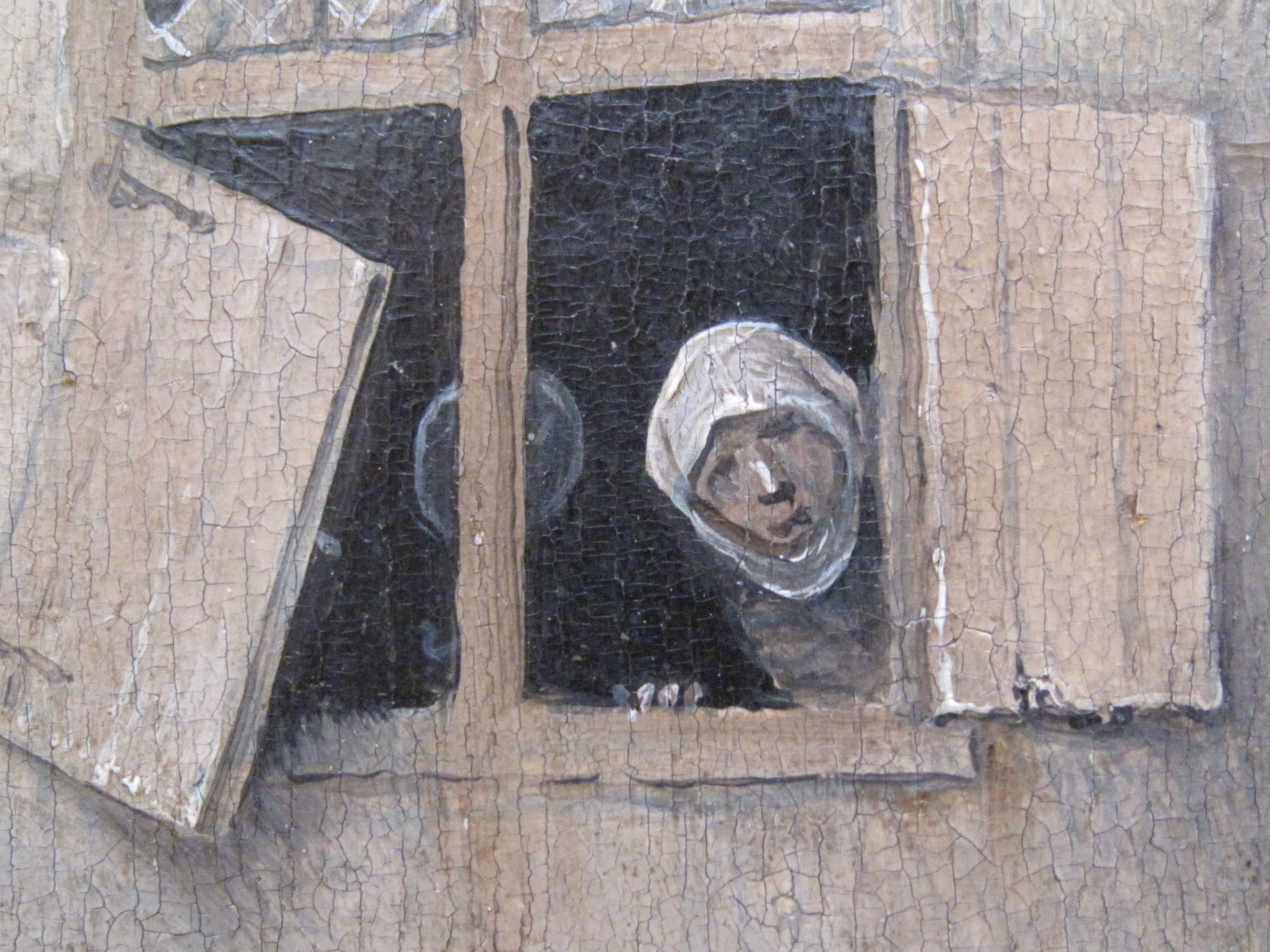
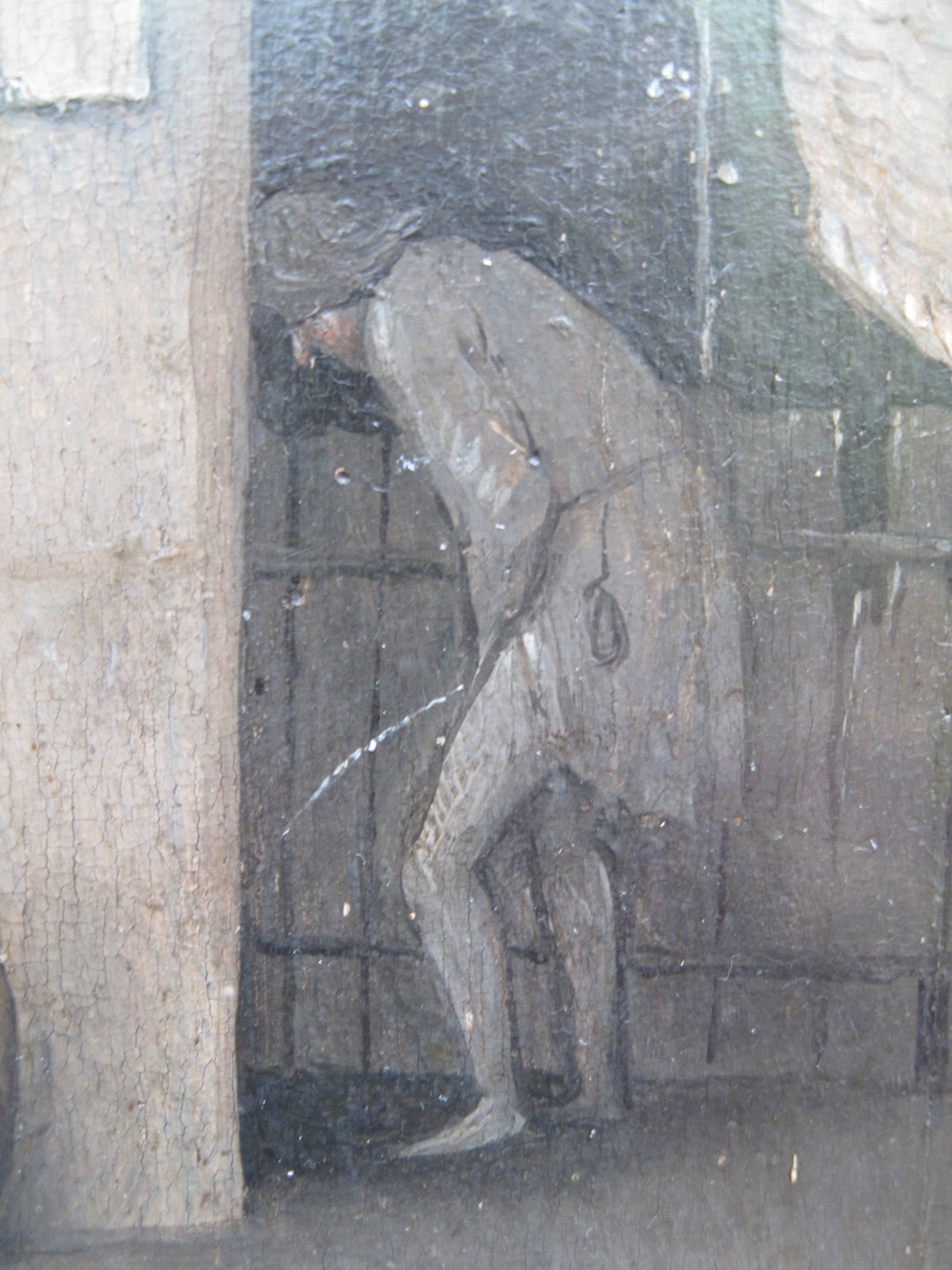
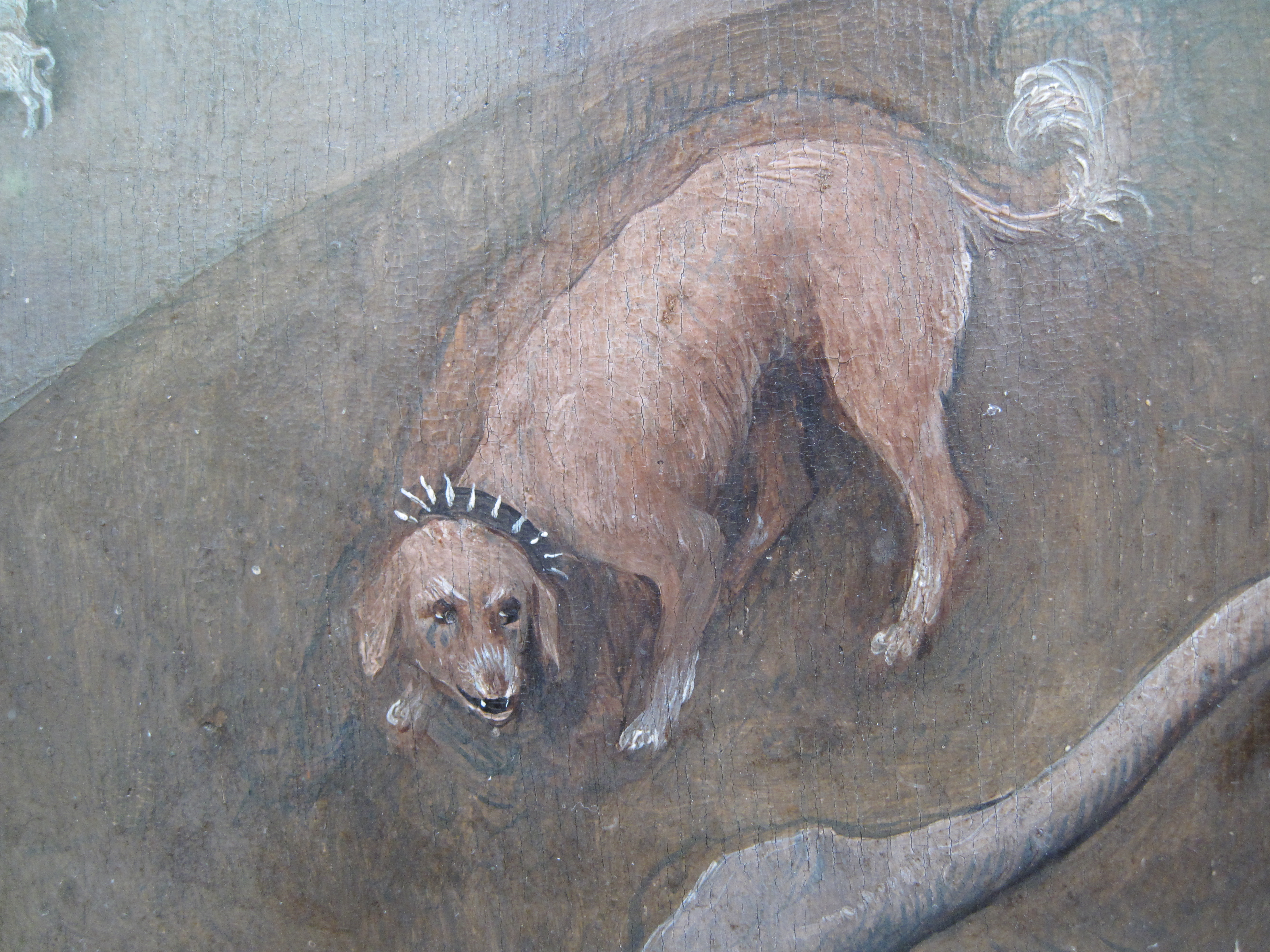